# Aerangis mooreana
Aerangis mooreana es una orquídea epífita originaria de África.

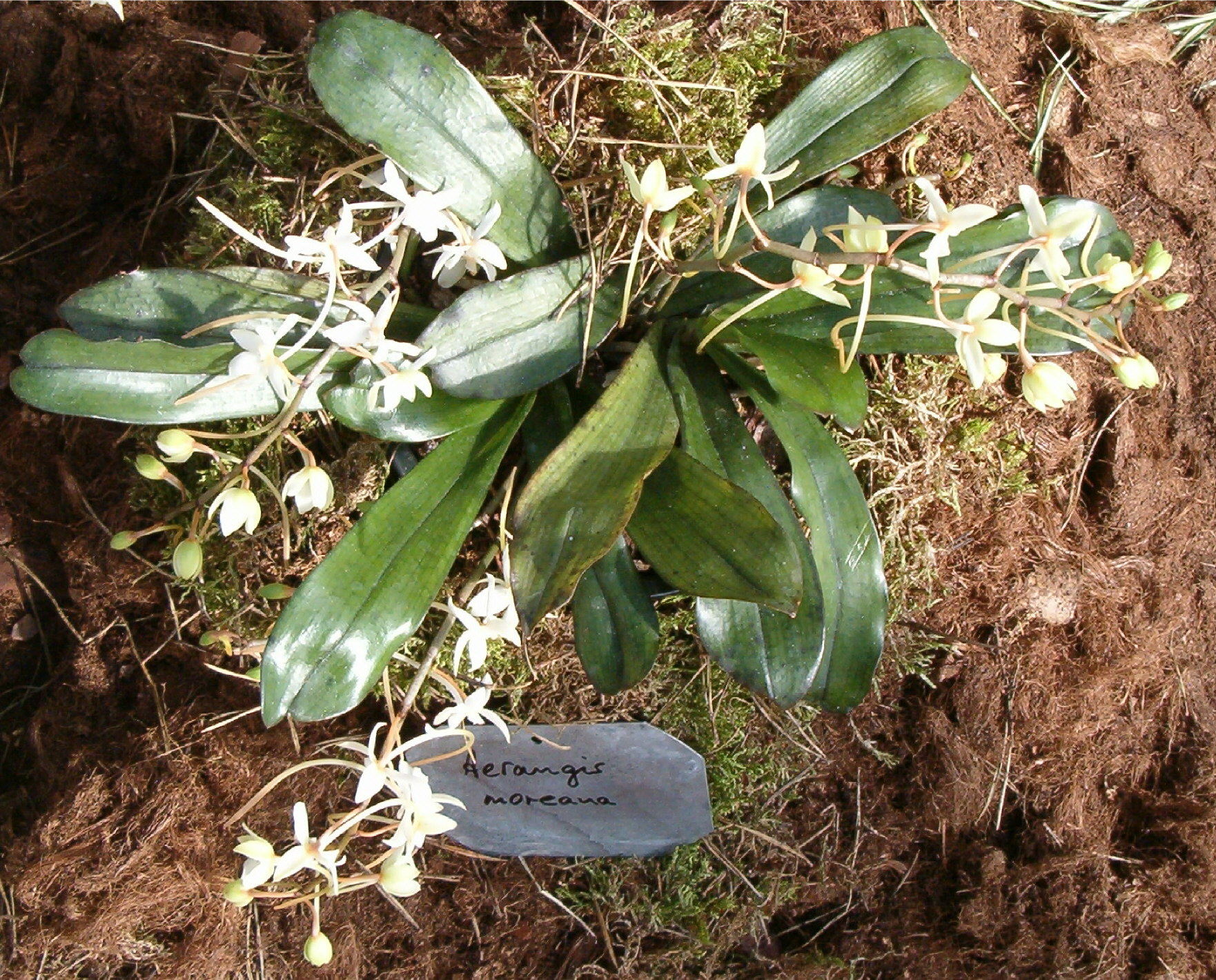
Vista de la planta

## Distribución y  hábitat
Se encuentra  en Madagascar y Comoras en los bosques húmedos en las ramas en alturas desde el nivel del mar hasta los 600 m s. n. m.

## Descripción
Es una planta pequeña de tamaño que prefiere clima caliente a fresco, es epífita, con un tallo colgante leñoso, arqueado, con 2 a 6 hojas elípticas, oblongas a obovadas, el ápice bi-lobulado  de manera desigual y con el haz de color verde grisáceo, liso y brillante. Florece en invierno y comienzos de primavera

## Cultivo
Las plantas se cultivan mejor colgadas en cestas. Normalmente requieren de iluminación moderada y temperaturas cálidas.  Si se encuentran colgadas las raíces deben ser regadas con frecuencia.  Las plantas deben ser cultivadas en medios que estén bien drenados, como fibras de helechos (para plantas pequeñas), y varias piezas gruesas de corteza de abeto, o musgo arborescente.

## Taxonomía
Aerangis mooreana fue descrita por (Rolfe ex Sander) P.J.Cribb & J.Stewart y publicado en Orchid Review 91: 218. 1983.
Etimología
El nombre del género Aerangis procede de las palabras griegas: aer = (aire) y angos = (urna), en referencia a la forma del labelo.
mooreana: epíteto otorgado en honor de Moore (Director escocés de Jardín Botánico de los años 1800)"
Sinonimia
- Aerangis anjoanensis H.Perrier 1941;
- Aerangis ikopana Schltr. 1925;
- Angraecum mooreanum Rolfe ex Sander 1901[1][4][5]